# Albánská socialistická lidová republika
Albánská socialistická lidová republika, zkráceně ASLR (albánsky: Republika Popullores Socialiste e Shqipërisë), byl socialistický stát v jihovýchodní Evropě existující v letech 1946–1991. ASLR byla součástí východního bloku a v letech 1955–1968 i členským státem Varšavské smlouvy.
Původní název tohoto státu po jeho vzniku v roce 1946 byl Albánská lidová republika. Změněn byl pak ústavou v roce 1976, kdy bylo přidáno adjektivum „socialistická“.